# Giusi Raspani Dandolo
Giusi Raspani, nata Dandolo (Trani, 23 agosto 1916 – Roma, 14 gennaio 2000) è stata un'attrice e doppiatrice italiana.

## Biografia
Sposata con Rolando Raspani, dotata di una bella voce, frequenta il Conservatorio Claudio Monteverdi di Bolzano. Dopo la fine degli studi, inizia a lavorare nello spettacolo lirico, ma ben presto preferisce indirizzarsi verso la prosa. Parte quindi per Roma e si iscrive all'Accademia nazionale d'arte drammatica, diplomandosi, dopo grandi sacrifici, nel 1940. Sarà Laura Adani ad accorgersi del suo talento e a farla debuttare in teatro in parti brillanti.
Negli anni successivi entra nelle compagnie teatrali di Sergio Tofano, Gino Cervi, Andreina Pagnani ed Emma Gramatica.
Diventerà in poco tempo attrice molto ricercata nel mondo dello spettacolo, sia per le sue doti recitative sia per quelle canore, oltre che per la sua non comune capacità di ricoprire vari tipi di ruoli che la vedranno attiva nel teatro drammatico e leggero, nell'operetta, nel varietà, in radio e anche in televisione.

Silvio Gigli con le attrici del varietà radiofonico Rai del venerdì Briscola: Wanda Tettoni, Clely Fiamma, Ria Saba, Giusi Raspani Dandolo, Isa Bellini, Rina Franchetti (1950)

Negli anni quaranta entra a far parte della compagnia del Teatro Comico Musicale di Roma, che produce la maggior parte del varietà radiofonico, tra cui la trasmissione settimanale La Bisarca di Garinei e Giovannini, uno dei maggiori successi degli anni 1949-1951. Nella compagnia, che era diretta in prevalenza dal regista Riccardo Mantoni, oltre alla Dandolo, lavoravano Wanda Tettoni, Mario Pisu, Gilberto Mazzi, Antonio Battistella, Isa Bellini, Elio Pandolfi, Clely Fiamma, Rosalba Oletta, Renato Turi, Virgilio Gottardi, Giovanni Cimara, Sergio D'Alba, Giuseppe Pierozzi, Nuccia Galimberti.
Il debutto della Dandolo davanti alla cinepresa avviene nel 1943, nella pellicola diretta da Sergio Tofano Gian Burrasca, e fino al 1982 girerà circa 30 film, lavorando con registi come Mattoli, Bolognini, Bragaglia, Wertmüller e Festa Campanile.
Alla fine degli anni quaranta Giorgio Strehler la dirige in vari spettacoli del Piccolo Teatro di Milano, tra cui Questa sera si recita a soggetto. Nel 1963 l'attrice forma una sua compagnia con Mario Scaccia, e la sua recitazione nella commedia La fastidiosa di Franco Brusati, con la regia di José Quaglio, le fa vincere il premio San Genesio per la prosa dell'anno.
Nel 1966, Garinei e Giovannini la scritturano per la commedia musicale Ciao Rudy, con Mastroianni, e per la sua interpretazione, anche canora, le sarà consegnata la Maschera d'argento come migliore caratterista.

### Morte
Morì a Roma nel 2000 per embolia all'età di 83 anni. Riposa nel cimitero di Prima Porta.

## Filmografia

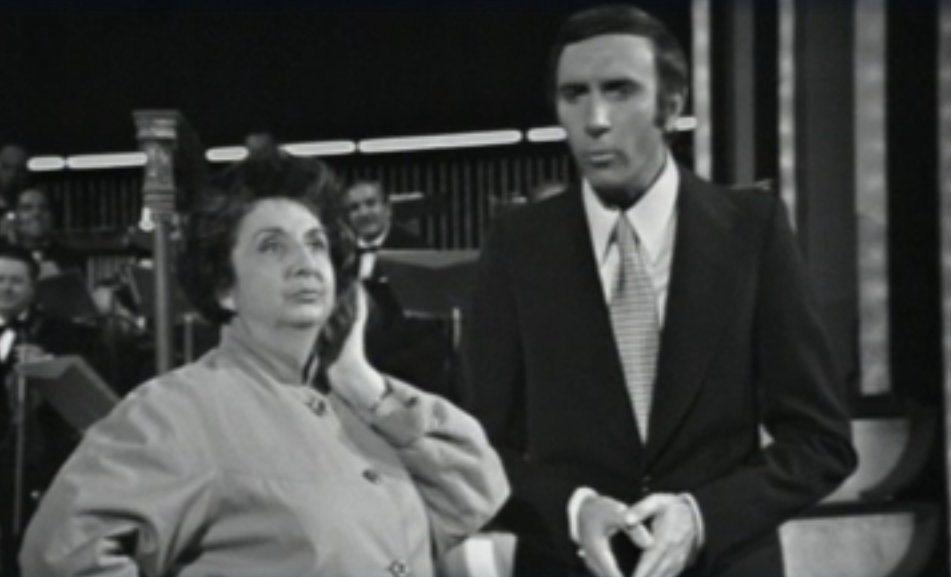
Giusi Raspani Dandolo con Pippo Baudo ospite di Canzonissima 1972

### Cinema
- Gian Burrasca, regia di Sergio Tofano (1943)
- Il padrone del vapore, regia di Mario Mattoli (1951)
- Anema e core, regia di Mario Mattoli (1951)
- Viva il cinema!, regia di Enzo Trapani (1952)
- Siamo tutti inquilini, regia di Mario Mattoli (1953)
- Canzone appassionata, regia di Giorgio Simonelli (1953)
- Ci troviamo in galleria, regia di Mauro Bolognini (1953)
- Alvaro piuttosto corsaro, regia di Camillo Mastrocinque (1954)
- Piccola posta, regia di Steno (1955)
- Caporale di giornata, regia di Carlo Ludovico Bragaglia (1958)
- Ballerina e Buon Dio, regia di Antonio Leonviola (1958)
- Arrangiatevi, regia di Mauro Bolognini (1959)
- Bianco, rosso, giallo, rosa, regia di Gianni Puccini (1964)
- Io uccido, tu uccidi, regia di Gianni Puccini (1965)
- Con rispetto parlando, regia di Marcello Ciorciolini (1965)
- Una vergine per il principe, regia di Pasquale Festa Campanile (1965)
- Rita la zanzara, regia di Lina Wertmüller (1966)
- Mano di velluto, regia di Ettore Fecchi (1967)
- Il lungo, il corto, il gatto, regia di Lucio Fulci (1967)
- Non stuzzicate la zanzara, regia di Lina Wertmüller (1967)
- Franco e Ciccio... ladro e guardia, regia di Marcello Ciorciolini (1969)
- La cosa buffa, regia di Aldo Lado (1972)
- La calandria, regia di Pasquale Festa Campanile (1972)
- Due cuori, una cappella, regia di Maurizio Lucidi (1975)
- La supplente, regia di Guido Leoni (1975)
- Classe mista, regia di Mariano Laurenti (1976)
- Care amiche mie, regia di Alessandro Metz (1982)

### Televisione
- L'ufficiale della guardia di Ferenc Molnar, regia di Tatiana Pavlova, trasmessa il 7 dicembre 1956.[2]
- Il misantropo Menandro (1959)
- Spirito allegro, commedia di Noël Coward, regia di Sandro Bolchi, trasmessa il 13 gennaio 1961.
- Una tragedia americana (1962)
- Le inchieste del commissario Maigret, episodio Un'ombra su Maigret (1964)
- Cab Cobelli, varietà televisivo (1965)
- David Copperfield di Charles Dickens, regia di Anton Giulio Majano (1966)
- Knock, ovvero il trionfo della medicina di Jules Romains (1966)
- Tutto Totò, episodio Il grande maestro (1967)
- Nero Wolfe, episodio La casa degli attori (1970)
- Ella si umilia per vincere ovvero Gli equivoci di una notte di Oliver Goldsmith, regia di Mario Landi, trasmessa il 31 ottobre 1975.
- Quello della porta accanto, regia di Stefano De Stefani (1975)
- Sarto per signora, regia di Paolo Cavara - film TV (1980)

## Teatro
- L'opera da tre soldi di Bertolt Brecht, regia di Giorgio Strehler, Piccolo Teatro di Milano (1955-1956)
- La fastidiosa di Franco Brusati, regia di José Quaglio (1965-1966)
- Ciao Rudy di Garinei e Giovannini e Luigi Magni, regia di Garinei e Giovannini (1966)
- Clizia di Niccolò Machiavelli, regia di Sergio Bargone, Ridotto del Teatro Eliseo di Roma, 5 ottobre 1966.
- Pensaci, Giacomino! di Luigi Pirandello, regia di Sergio Bargone, Ridotto del Teatro Eliseo di Roma, 8 dicembre 1966.

## Radio
- Le ombre del cuore, commedia di Alberto Casella, regia dell'autore, trasmessa il 25 agosto 1949.
- La bisarca, varietà di Garinei e Giovannini (1949-1951)
- La serenata al vento, commedia di Carlo Veneziani, regia di Silvio Gigli (1950)
- Sotto il parapioggia (1951-1952)
- La sera del sabato, commedia di Guglielmo Giannini, regia di Anton Giulio Majano, trasmessa il 22 agosto 1955.
- Voi ed Io, programma radiofonico d'intrattenimento del mattino tutti i giorni dal lunedì al sabato dalle 9 alle 11,30 sul Programma Nazionale Radiorai nel mese di agosto (1974).
- Gran varietà di Antonio Amurri e Dino Verde (1975-1976)
- Più di così... di Dino Verde e Bruno Broccoli (1976-1977)

## Doppiaggio

### Cinema
- Paola Borboni ne I vitelloni
- Vilma Degischer in La principessa Sissi (riedizione TV), Sissi - La giovane imperatrice (riedizione TV), Destino di una imperatrice (riedizione TV)
- Shelley Winters in Elliott il drago invisibile
- Laura Hope Crews in Via col vento (ridoppiaggio)
- Mary Merrall in Incubi notturni

### Televisione
- Doris Roberts in Angie

### Animazione
- Ofelia e Paperino in Bongo e i tre avventurieri (doppiaggio originale)
- Sig.ra Jumbo in Dumbo - L'elefante volante